# SN 2007ka
SN 2007ka – supernowa typu Ia odkryta 5 września 2007 roku w galaktyce A012122-0000. W momencie odkrycia miała maksymalną jasność 21,10m.